# Alex Rodríguez (futbolista)
Alejandro Rodríguez Gorrin (Tenerife, 1 de agosto de 1993) conocido como  Alex Rodríguez, es un futbolista español. Juega como centrocampista y su equipo es el Linfield F. C. de la NIFL Premiership norirlandesa.

## Trayectoria
Comenzó su carrera en la cantera del Sunderland inglés. En 2011 subió del equipo Sub-19 al Sub-21. A mediados de 2014 rescindió su contrato con el elenco recientemente descendido a la Football League Championship, segunda división del sistema de ligas de Inglaterra.
Fue contratado por dos años por el Wellington Phoenix, único club de Nueva Zelanda participante de la A-League australiana, luego de que fuera recomendado por uno de sus entrenadores a Chris Greenacre, asistente técnico de los Nix y exjugador del Sunderland. En su primer encuentro no oficial, le convirtió un gol al West Ham United, participante de la Premier League, en la victoria del Phoenix por 2-1. Su debut oficial sería por la FFA Cup en la derrota 1-0 ante el Adelaide United. En 2017 dejó el elenco para firmar con el Boavista de la Primeira Liga portuguesa, aunque luego de no disputar ningún encuentro fue rescindido de su contrato, tras lo cual fichó por el Sepsi rumano.
El 13 de enero de 2024, firma por el Forest Green Rovers Football Club de la League Two inglesa.

## Clubes
| Club                      | País              | Año           |
| ------------------------- | ----------------- | ------------- |
| Wellington Phoenix        | Nueva Zelanda     | 2014-2017     |
| Boavista F. C.            | Portugal          | 2017          |
| ACS Sepsi                 | Rumania           | 2018          |
| Motherwell F. C.          | Escocia           | 2018-2019     |
| Oxford United F. C.       | Inglaterra        | 2019-2024     |
| Forest Green Rovers F. C. | Inglaterra        | 2024          |
| Linfield F. C.            | Irlanda del Norte | 2025-presente |